# 딘 헨더슨
딘 브래들리 헨더슨(Dean Bradley Henderson, 1997년 3월 12일 ~)는 잉글랜드의 축구 선수로, 크리스털 팰리스에서 골키퍼로 활약하고 있다.

## 기록

### 5.1. 대회 기록
맨체스터 유나이티드 FC (2015~2023)
- UEFA 유로파 리그 준우승 : 2020-21

셰필드 유나이티드 FC (2018~2020)(임대)
- EFL 챔피언십 준우승 : 2018-19
- EFL 챔피언십 2부 준우승 : 2018-19

잉글랜드 축구 국가대표팀 U-20
- 2017 FIFA U-20 월드컵 코리아: 우승

잉글랜드 축구 국가대표팀 (2019~ )
- UEFA 유러피언 챔피언십 준우승 : 2020